# アルフレッド・デラー
アルフレッド・デラー（Alfred Deller, 1912年5月31日 - 1979年7月16日）は、イギリスの声楽家であり、ルネサンス音楽やバロック音楽においてカウンターテナーという声種が使用されていたことを世に知らしめた主要人物の一人である。

## 略歴
デラーはイングランドのマーゲイトに生まれ、幼少時より地元の教会の合唱団で歌っていた。声変わりをした後も彼は高い声域で歌い続け、最終的にカウンターテナーを職業とするようになる。19世紀を通じて、カウンターテナーという声種が存在していたのは、男子のみの権威ある合唱団の伝統のなかだけであった。デラーは、彼自身が相次いでカンタベリー大聖堂（1940年より1947年まで）とセント・ポール大聖堂（1947年より1962年まで）の合唱団のメンバーを務めている。彼は、合唱におけるこのような伝統のうちから、ソリストとして突如出現するが、それは作曲家マイケル・ティペットが彼を賞讃したことに多くを負っている。ティペットは、デラーの演奏をカンタベリー大聖堂時代に聴き、その声の独特な美しさを認識したのだった。ティペットは彼を男性アルトではなく寧ろカウンターテナーとして大衆に紹介した。彼はまたヘンリー・パーセルの「来たれ、汝ら芸術の子らよ」（"Come ye sons of Art"）のラジオ放送（当時新しくできたBBC Radio 3での）でも知名度を上げた。彼は、ジョン・ダウランドやパーセルといった作曲家たちによるイギリスのバロック音楽やルネサンス音楽の普及や録音を集中的に行った。 
人々にとってデラーの声は際立って高く聞こえた。デラーが初めて声楽家としての大きな注目を得た当時、そのときはまだ史上最後のカストラートが世を去ってから僅か数十年しか経っていなかったが、カウンターテナーの声に対するさまざまな誤解が横行していた。これについてマイケル・チャンスはある逸話を述懐している。あるフランス人の女性はデラーの歌うのを聴いて、"Monsieur, vous êtes eunuque"（eunuque:去勢された者）と叫ぶと、デラーは「I think you mean 'unique'」とこたえたという。
1948年、彼は時代考証に基づいた演奏を目指す団体デラー・コンソートを結成する。この団体はバロック音楽のレパートリーについての一般の認識を大幅に拡げ、バッハ、ヘンデル、パーセル、ダウランドの作品、そして民謡にさえも、質の良いオーセンティックな「ピリオド演奏」を生み出した。団員構成は年を経て変化し、ソプラノのマリー・トーマスのほか、1964年よりデラーの息子マーク・デラーを加えたデラーは、デラー・コンソートの指導をする一方で、複数の室内管弦楽団との共演も行っていた。
1960年、デラーはベンジャミン・ブリテンのオペラ『夏の夜の夢』にてオーベロンの役を演じた。作曲家の希望とは裏腹に、デラーは恐らく彼の下手な演技のためにリバイバル公演では役を降ろされたが、ブリテンは明確にデラーを念頭に置いてこの役を書いていた。
リュート奏者のデズモンド・デュプレはデラーと（初めはギタリストとして）共演した。他の伴奏者には、チェンバロ奏者で音楽学者のヴァルター・ベルクマンも含まれる。晩年のデラーはリュート奏者のロバート・スペンサーやチェンバロ奏者のハロルド・レスター、同じくウィリアム・クリスティと仕事を共にした。デラーの録音には、ダウランドのリュートの歌曲やヘンデルのオペラ、ブリテンの『夏の夜の夢』、パーセルの歌曲、セミ・オペラ（『妖精の女王』のような）、伝統的なイギリス民謡、トマス・タリスの作品、バッハによるアルトのためのレパートリーがある。彼はHMV、ヴァンガード・クラシックス、ハルモニア・ムンディに録音している。
その後1979年7月16日、イタリアのボローニャでの仕事中に死去した。